# 木村徹也

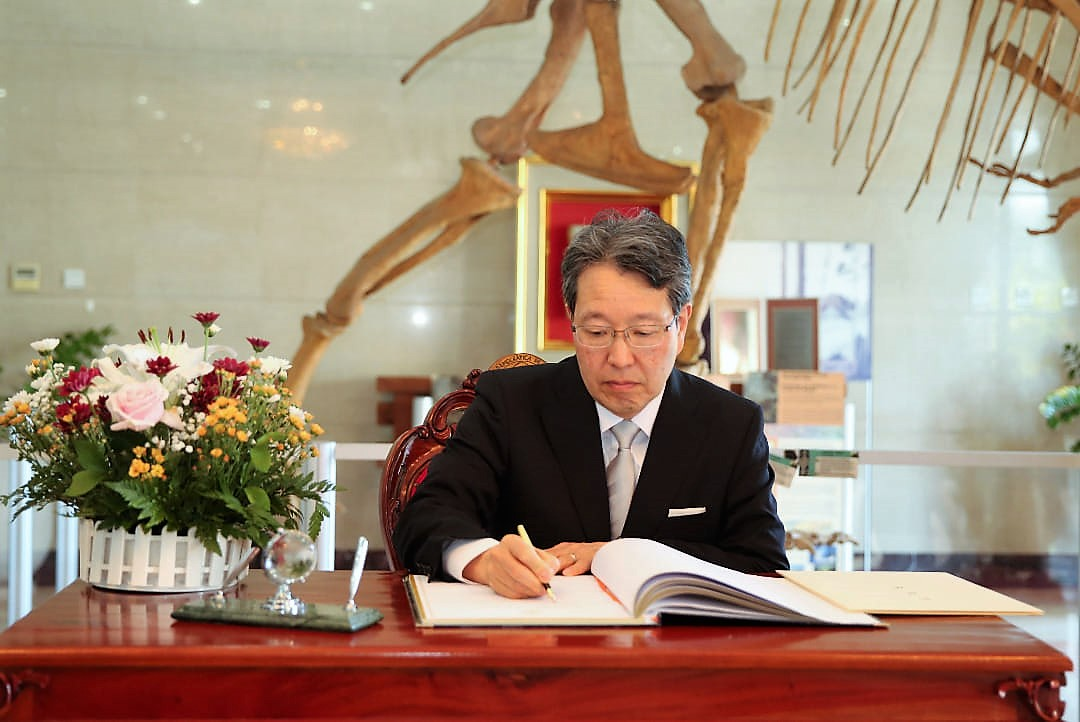
東ティモール大統領宮殿にて（2022年）

木村 徹也（きむら てつや、1962年〈昭和37年〉4月10日 -）は、日本の外交官。

## 人物
京都府出身。1986年3月東京大学法学部第二類卒業後、外務省入省。在ミュンヘン総領事、国際連合日本政府代表部大使等を経て、2022年10月より東ティモール大使。

## 略歴
- 1986年4月 - 外務省入省
- 2002年2月 - 在ドイツ日本国大使館一等書記官
- 2003年1月 - 在ドイツ日本国大使館参事官
- 2004年8月 - 領事局海外邦人安全課邦人テロ対策室長
- 2006年4月 - 大臣官房国際社会協力部人権人道課長
- 同年8月 - 総合外交政策局人権人道課長
- 2008年8月 - 国際連合日本政府代表部参事官
- 2012年1月 - 国際連合日本政府代表部公使
- 同年10月 - 宮内庁東宮侍従
- 2015年10月 - 文部科学省スポーツ庁審議官（国際担当）
- 2017年9月 - 外務省在ミュンヘン日本国総領事館総領事
- 2020年6月 - 国際連合日本政府代表部大使
- 2022年10月 - 駐東ティモール特命全権大使

## 同期
- 石川浩司（22年シンガポール大使・20年官房長・19年南部アジア部長）
- 岩間公典（22年バングラデシュ大使・20年デュッセルドルフ総領事）
- 牛尾滋（22年南アフリカ大使・19年ポルトガル大使・18年アフリカ部長）
- 宇山智哉（21年WTO事務局長上級補佐官）
- 大鷹正人（24年タイ大使・20年ハンガリー大使・19年外務報道官）
- 片江学巳（23年ルーマニア大使・20年瀋陽総領事）
- 河原節子（22年デュッセルドルフ総領事・21年公務員研修所副所長・18年フランクフルト総領事）
- 四方敬之（24年マレーシア大使・21年内閣広報官・20年外務省経済局長）
- 進藤雄介（21年在デトロイト日本国総領事・18年パキスタン公使・15年軍縮会議公使）
- 鈴木量博（23年オーストラリア大使・20年トルコ大使・18年北米局長）
- 中村安志（09年中南米局南米課課長補佐）
- 久島直人（22年中曾根康弘世界平和研究所・20年国際平和協力本部事務局長）
- 淵上隆（14年ドミニカ共和国大使）
- 三上正裕（22年ベルギー、北大西洋条約機構日本政府代表部大使・19年カンボジア大使・17年国際法局長）
- 道井緑一郎（23年フィジー大使）
- 南博之（24年特命全権大使（国際テロ対策・組織犯罪対策協力担当）・20年コンゴ民主共和国大使）
- 山田重夫（23年駐米大使・21年外務審議官(政務担当)・19年総合外交政策局長）
- 吉田朋之（23年日本国際問題研究所所長・20年外務報道官・19年中南米局長・17年軍縮不拡散・科学部長）
- 若林啓史（16年東北大学教授）